# Yummy (Justin Bieber)
Yummy is een nummer van de Canadese zanger Justin Bieber uit 2020. Het is de eerste single van zijn vijfde studioalbum Changes.
"Yummy" gaat over Biebers vrouw Hailey. Het tegen de trap aanliggende nummer werd al vrij snel een enorme wereldhit, met een 3e positie in Biebers thuisland Canada. In de Nederlandse Top 40 haalde het nummer de 19e positie, en in de Vlaamse Ultratop 50 de 21e.